# Silent Service (Computerspiel)
Bei dem Computerspiel Silent Service (englisch; auf Deutsch etwa „lautloser Einsatz“) handelt es sich um eine U-Boot-Simulation des Spieldesigners Sid Meier, die 1985 von der Firma MicroProse für alle damals gängigen Heimcomputer veröffentlicht wurde. Der vollständige Name des Spiels lautet Silent Service – The Submarine Simulation, wobei Silent Service auch eine gängige Bezeichnung für den Royal Navy Submarine Service, also die U-Boot-Flotte der Königlichen Marine des Vereinigten Königreichs ist. In Deutschland war das Spiel auch unter dem Titel Das U-Boot auf dem Markt.

## Spielprinzip
Der Spieler übernimmt nicht nur die Rolle eines Kommandanten eines US-amerikanischen U-Bootes während der Zeit des Zweiten Weltkriegs im Pazifikraum. Er ist auch gleichzeitig Maschinist, Navigator und Ladeschütze. Der Spieler muss verschiedene Aufträge erfüllen. In der Regel handelt es sich dabei um den Angriff auf feindliche Schiffskonvois, die man über Wasser oder abgetaucht durchführen kann. In der Simulation kann man in verschiedenen Bereichen des U-Bootes agieren, so z. B. im Kartenraum, in der Zentrale, im Maschinenraum oder (bei aufgetauchtem Boot) auf der Brücke (Kommandoturm).

## Entwicklungs- und Veröffentlichungsgeschichte
1987 wurde das Spiel auf Grund kriegsverherrlichender Inhalte von der Bundesprüfstelle für jugendgefährdende Schriften indiziert. 1988 wurde die Indizierung allerdings wieder aufgehoben.
1990 kam unter dem Namen Silent Service II eine verbesserte Version auf den Markt, die an die Grafikfähigkeiten und Rechenleistung der damals aktuellen 16-Bit-Rechner angepasst war.

## Rezeption
Das deutsche Computerspielemagazin ASM sah ein „nervenaufreibendes“ Spiel mit „beachtlich realitätsnahem Resultat“. Redakteur Bernd Zimmermann kritisierte, dass Spiele wie Silent Service die Gefahr bärgen, dass die „Schrecken eines jederzeit möglichen Krieges verharmlost“, Gewalt hingegen verherrlicht würden. Er verweigerte dem Spiel deshalb eine Wertung. Für die Happy Computer stellte Redakteur Heinrich Lenhardt heraus, dass Silent Service trotz seiner komplexen Mechanik unkompliziert steuerbar sei. Er lobte die detailreiche Grafik und die „Gänsehaut“ verursachenden Klangeffekte des Spiels. Mitrezensent Boris Schneider kritisierte den militärischen Hintergrund des Spiels.